# Johannsen Loch
Johannsen Loch ist eine 1,1 km lange Bucht an der Nordküste Südgeorgiens. Sie liegt 1,5 km nördlich des Ocean Harbour im Osten der Barff-Halbinsel.
Der Name der Bucht erscheint erstmals auf einer Landkarte, die im Zuge von Vermessungsarbeiten im Rahmen der britischen Discovery Investigations zwischen 1926 und 1930 entstand. Die Benennung liegt wahrscheinlich weiter zurück und der Namensgeber ist nicht überliefert.